# Andrés L. Mateo
Andrés L. Mateo (1946; Santo Domingo) es un escritor, novelista, poeta, filósofo, educador, crítico literario, ensayista e investigador dominicano, ganador del Premio Nacional de Literatura 2004.

## Biografía
Andrés L. Mateo
Nació en Santo Domingo, el 15 de noviembre de 1946. Hijo de Antonio Mateo Peguero y Guadalupe Martínez Reyes.
Cursó estudios primarios en el Colegio San Juan Bosco, lugar donde ubicó su primera novela escrita Pisando los dedos de Dios.  Estudió la secundaria en el Liceo Juan Pablo Duarte, siendo el primer dirigente de la Asociación Nacional de Estudiantes de Liceos Intermedios.  Fue asistente del filósofo Armando Cordero y se inició escribiendo en el periódico El Caribe, donde compuso sus primeros poemas.
En 1965 fundó el grupo La Isla que estaba compuesto por jóvenes escritores que buscaban las razones del arte y la cultura en las transformaciones sociales por el cual estaba pasando la República Dominicana en ese entonces, entre los jóvenes más destacados de ese grupo se encuentran Wilfredo Lozano, Norberto James Rawling, Antonio Lockward Artiles, Fernando Sánchez Martínez, Jorge Lara y José Ulises Rutinell Domínguez.
En 1971 se va a Cuba a estudiar y para el año 1977 obtiene una licenciatura en Literatura Hispanoamericana de la Universidad de La Habana, en 1993 esa misma universidad le otorga un doctorado en Ciencias Filosóficas por su obra mitos y cultura en la obra de Trujillo, además de impartir clases en ese centro de altos estudios.
En 1978 regresa a la República Dominicana y escribe en casi todos los periódicos nacionales, fue codirector de Coloquio un suplemento literario del periódico El Siglo, fue director de la editora de la Universidad Autónoma de Santo Domingo de la que ha sido profesor de Literatura durante más de 30 años, además de las universidades de APEC e INTEC, además de ser subdirector de cultura durante el gobierno de Hipólito Mejía.
En 1981 obtuvo el Premio Nacional de Novela otorgado por la Secretaría de Estado de Educación, Bellas Artes y Cultos por su obra La otra Penélope; en 1991, el Premio de Novela de la Universidad Nacional Pedro Henríquez Ureña con La Balada de Alfonsina Bairán y en 1994, el Premio Nacional de Ensayo con Mito y Cultura en la Era de Trujillo. También recibió, en 1999, el premio a la Excelencia Periodística Dominicana por su columna Sobre el tiempo presente, publicada en el periódico Listín Diario.
En el año 2004 recibe el Premio Nacional de literatura entregado por la Secretaría de Estado de Cultura y la Fundación Corripio, es miembro de la Academia Dominicana de la Lengua y la Academia Dominicana de Ciencias. Sus obras 
han sido publicadas en revistas de diferentes países entre los que se encuentran Cuba, Venezuela, Argentina, Estados Unidos, Puerto Rico y España. En 1999 su novela La balada de Alfonsina Bairán fue publicada por la Alianza Editorial, editora española que la puso a circular en el mercado de habla hispana de España y Estados Unidos.

## Embajador dominicano ante la Unesco
Con la ascensión del nuevo gobierno de la República Dominicana bajo el mando de Luis Abinader, Andrés L. Mateo fue designado embajador ante la Organización de las Naciones Unidas para la Educación, la Ciencia y la Cultura (Unesco).

## Características de su obra
Su narrativa destaca los temas referentes a la Era de Trujillo y a los acontecimientos de la Revolución de abril (Santo Domingo, 1965).
Tiene una columna periodística llamada Sobre el Tiempo Presente.
Es doctor en filosofía de la Universidad de La Habana y profesor de la Universidad Autónoma de Santo Domingo (UASD).  Andrés L. Mateo es también profesor en la Universidad APEC.

## Obras
Poesía:
- Poesía I, 1969.
- Portal de un Mundo, 1969.

Novelas:
- Pisar los dedos de Dios,1979.
- La otra Penélope, 1982.
- La balada de Alfonsina Bairán, 1992.
- El Violín de la Adúltera, 2007.

Antología:
- Poetas de Post-guerra/Joven poesía dominicana, 1981

Ensayos:
- Manifiestos literarios de la República Dominicana, 1984
- Manifiestos literarios de la República Dominicana, 1993
- Al filo de la dominicanidad, 1997
- Las Palabras perdidas, 2000.

## Reconocimientos
- Premio Nacional de Novela, 1981.
- Premio Nacional de Novela de la Universidad Nacional Pedro Henríquez Ureña, 1991.
- Premio Nacional de Ensayo, 1994.
- Premio a la Excelencia Periodística, 1999, por su columna Tiempo Presente.
- Premio Nacional de Literatura, 2004.